# Futebol nos Jogos Olímpicos de Verão de 2016 - Convocações masculinas
As listas a seguir se referem aos atletas convocadas pelas equipes de seus países para a disputa do torneio de futebol masculino nos Jogos Olímpicos de Verão de 2016, no Rio de Janeiro.
O torneio masculino, faz restrições de apenas 3 jogadores acima dos 23 anos. Cada equipe deveria enviar um time de 18 jogadores sendo no mínimo dois goleiros. Cada equipe poderia também manter uma lista alternativa de 4 jogadoras que poderiam substituir qualquer atleta da lista oficial em caso de lesão.
Além disso, diferentemente de Londres 2012, desta vez o torneio não fez parte da chamada data FIFA, muito por conta da Eurocopa de 2016 e da Copa América Centenário, que haviam sido disputadas recentemente. Assim, os clubes não foram obrigados a liberar para a disputa destes Jogos os jogadores com idade acima de 23 anos.
No dia 15 de junho, cada equipe enviou para a FIFA uma relação com 35 nomes. Até o dia 3 de agosto, véspera da estreia do torneio, qualquer atleta que estivesse nesta pré-lista poderia substituir atletas lesionados. Entretanto, a partir do dia 3, e durante toda a Olimpíada, caso alguém no grupo final de 18 se machucasse, o substituto obrigatoriamente teria de ser um dos quatro "suplentes oficiais".